# Gouvernement Kristian Djurhuus II
Le gouvernement Kristian Djurhuus II est le 3e des îles Féroé le Parti de l'union, le Parti du peuple et Nouvel Autogouvernement formant une coalition.
Îles Féroé
Kristian Djurhuus I Peter Mohr Dam I

## Composition initiale (18 décembre 1954)
| Portefeuille                                     | Titulaire | Titulaire         | Parti |
| ------------------------------------------------ | --------- | ----------------- | ----- |
| Premier ministre                                 |           | Kristian Djurhuus | SB    |
| Vice-Premier ministre Ministre sans portefeuille |           | Hákun Djurhuus    | FF    |
| Ministre sans portefeuille                       |           | Edward Mitens     | SF    |

## Remaniement (1957)
| Portefeuille                                     | Titulaire | Titulaire         | Parti |
| ------------------------------------------------ | --------- | ----------------- | ----- |
| Premier ministre                                 |           | Kristian Djurhuus | SB    |
| Vice-Premier ministre Ministre sans portefeuille |           | Óla Jákup Jensen  | FF    |
| Ministre sans portefeuille                       |           | Edward Mitens     | SF    |